# 谷川 (大東市)
谷川（たにがわ）は、大阪府大東市にある地名。2025年現在の行政地名は谷川一丁目から谷川二丁目。

## 地理
大東市の中央部に位置する。東は平野屋新町、南は曙町・幸町・深野南町、西は氷野、北は深野・緑が丘に接する。西から順に一丁目から二丁目がある。

### 河川
- 寝屋川

## 歴史

### 沿革
- 1970年（昭和45年）、大東市深野・深野南・三箇の各一部より谷川1 - 2丁目成立[5]。

## 世帯数と人口
2025年（令和7年）6月30日現在の世帯数と人口は以下の通りである。
| 丁目       | 世帯数    | 人口    |
| ---------- | --------- | ------- |
| 谷川一丁目 | 313世帯   | 607人   |
| 谷川二丁目 | 834世帯   | 1,821人 |
| 計         | 1,147世帯 | 2,428人 |

### 人口の変遷
国勢調査による人口の推移。
| 1995年（平成7年）  | 2,102人 | [ 6 ]  |  |
| 2000年（平成12年） | 1,974人 | [ 7 ]  |  |
| 2005年（平成17年） | 2,584人 | [ 8 ]  |  |
| 2010年（平成22年） | 2,719人 | [ 9 ]  |  |
| 2015年（平成27年） | 2,656人 | [ 10 ] |  |
| 2020年（令和2年）  | 2,506人 | [ 11 ] |  |

### 世帯数の変遷
国勢調査による世帯数の推移。
| 1995年（平成7年）  | 715世帯   | [ 6 ]  |  |
| 2000年（平成12年） | 741世帯   | [ 7 ]  |  |
| 2005年（平成17年） | 988世帯   | [ 8 ]  |  |
| 2010年（平成22年） | 1,051世帯 | [ 9 ]  |  |
| 2015年（平成27年） | 1,038世帯 | [ 10 ] |  |
| 2020年（令和2年）  | 1,003世帯 | [ 11 ] |  |

## 学区
市立小・中学校に通う場合、学区は以下の通りとなる。
| 丁目       | 番/番地等 | 小学校               | 中学校             |
| ---------- | --------- | -------------------- | ------------------ |
| 谷川一丁目 | 全域      | 大東市立住道北小学校 | 大東市立谷川中学校 |
| 谷川二丁目 | 全域      | 大東市立住道北小学校 | 大東市立谷川中学校 |

## 事業所
2021年（令和3年）現在の経済センサス調査による事業所数と従業員数は以下の通りである。
| 丁目       | 事業所数 | 従業員数 |
| ---------- | -------- | -------- |
| 谷川一丁目 | 23事業所 | 543人    |
| 谷川二丁目 | 23事業所 | 792人    |
| 計         | 46事業所 | 1,335人  |

## 交通

### バス
2025年4月現在
- 近鉄バス[14]
  - 谷川 - 深野南

### 道路
- 大阪府道・奈良県道8号大阪生駒線

## 施設
- 大東市役所
- 大東市立谷川中学校
- 野崎徳洲会病院

## 郵便
- 郵便番号：574-0074[3]（集配局：大東郵便局[15]）。

## ギャラリー

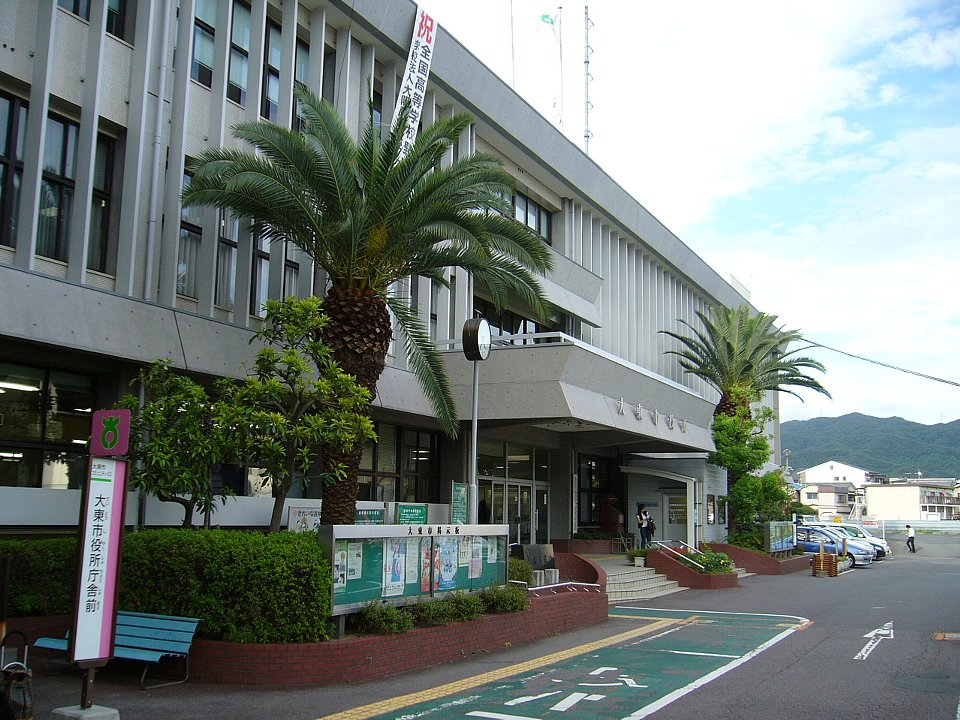
大東市役所
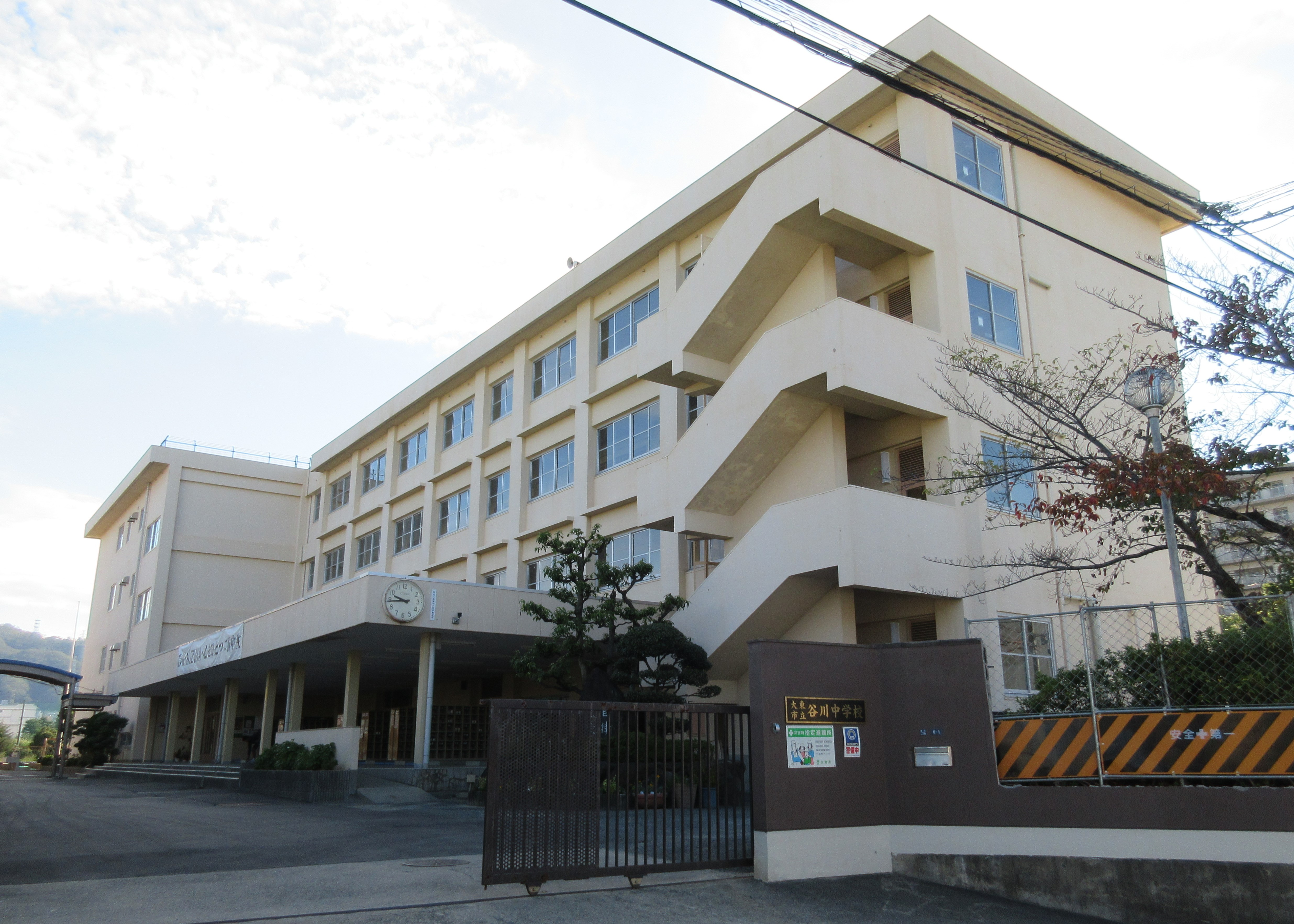
大東市立谷川中学校
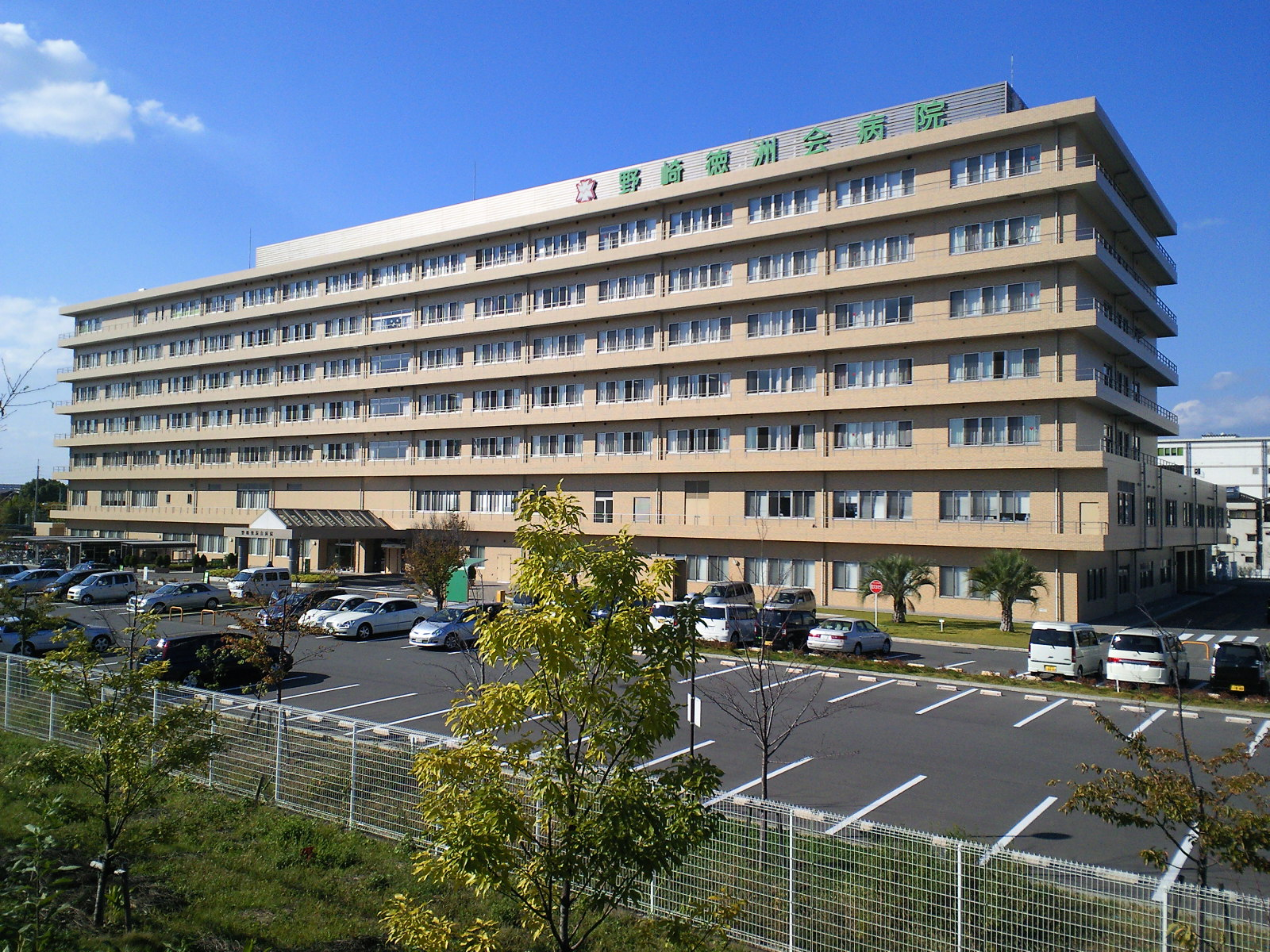
野崎徳洲会病院